# Лето рядового Дедова
«Ле́то рядово́го Де́дова» — советский музыкально-комедийный художественный фильм 1971 года режиссёра Георге Водэ, снятый на  киностудии «Молдова-фильм» по заказу Центрального телевидения.

## Сюжет
Водителю-рядовому артиллерийско-ракетного дивизиона Дедову старшина поручает ответственное задание — заготовку сена для лошади. Так молодой солдат прибывает в колхоз, где попадает в сугубо женский коллектив, не ведая того, что встретит здесь девушку своей мечты.

Искромётный юмор и солдатская смекалка помогают Дедову не только выполнить поставленную задачу, но и отличиться в проводимых армейских учениях.
Музыкальное сопровождение фильма оригинально выполнено в виде юмористических частушек, исполняемых под гитару.

## В ролях
- Михаил Чигарёв — Александр Дедов
- Марина Сердюк — Настя Подберёзкина (Анастасия Андреевна, заведующая МТФ)
- Валерий Лысенков — Куликов
- Лариса Барабанова — Аня Потапова
- Юрий Белов — старшина
- Майя Булгакова — мать, Ефросинья Петровна Подберёзкина
- Павел Винник — отец, Андрей Демьянович Подберёзкин
- Геннадий Крашенинников — Антипенко
- Борис Битюков — майор
- Ион Аракелу — Першуков
- Игорь Гусев — Микола
- Сергей Малишевский — лейтенант Крылов
- Сергей Николаев — санинструктор

## Съёмочная группа
- автор сценария: Альберт Усольцев
- режиссёр-постановщик: Георге Водэ
- главные операторы: Владимир Ишутин, Владимир Брусин
- художники-постановщики: Аурелия Роман, Станислав Булгаков
- композитор: Евгений Дога